# Firefly – Der Aufbruch der Serenity
Firefly – Der Aufbruch der Serenity, Originaltitel Firefly („Glühwürmchen“), ist eine US-Fernsehserie von Joss Whedon, die 2002 und 2003 auf dem US-Fernsehsender Fox ausgestrahlt wurde. Sie handelt von den Erlebnissen der Besatzung des kleinen, unabhängigen Transport-Raumschiffs Serenity (engl. „Gelassenheit“, „Seelenfrieden“), die in den abgelegenen Siedlungsgebieten der Menschheit im All versucht, durch kleine Transportaufträge und Gaunereien zu überleben. Da in diesen Gebieten die Technisierung relativ gering ist, sind die Verhältnisse ähnlich den in Western dargestellten Zuständen des Westens der USA zu Siedlerzeiten. Firefly ist damit ein Space Western, also ein Genremix aus Science-Fiction und Western.
Die Serie wurde nach der Ausstrahlung von 11 Folgen aus dem Programm genommen, obwohl 14 Folgen produziert worden waren. Aufgrund sehr guter DVD-Verkäufe wurde jedoch ein auf der Serie basierender Kinofilm namens Serenity – Flucht in neue Welten produziert, der Ende 2005 weltweit in die Kinos kam. Das deutschsprachige DVD-Paket erschien am 14. November 2005 – rechtzeitig zum deutschen Kinostart von Serenity Ende November. Die deutschsprachige DVD des Kinofilms Serenity erschien am 2. März 2006. Die Serie wurde ab dem 12. September 2009 auf Super RTL ausgestrahlt.

## Produktion

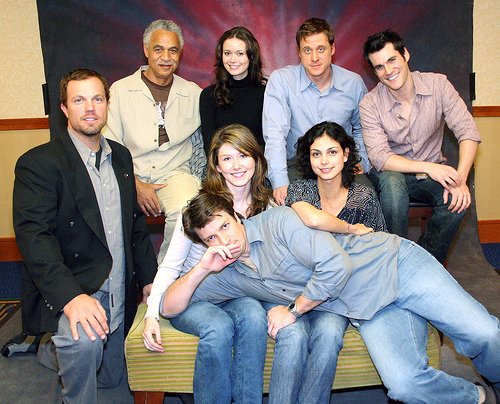
Die Darsteller auf der Serenity-Flanvention 2005: Adam Baldwin, Ron Glass, Summer Glau, Alan Tudyk, Sean Maher, Jewel Staite, Morena Baccarin und Nathan Fillion

Vor 2002 hatte Joss Whedon mit Buffy und Angel zwei erfolgreich auf kleinen Networks laufende Fernsehserien kreiert und über Jahre hinweg Kritikerlob und gute Einschaltquoten erhalten. Daher wurde er vom US-Fernsehsender Fox engagiert, eine neue Serie zu entwerfen. Sein Entwurf war eine Science-Fiction-Serie mit starken Western-Elementen, allerdings ohne die sonst zumeist eingebrachten Aliens.
Whedons erster Entwurf eines Pilotfilms traf bei den Senderverantwortlichen auf wenig Gegenliebe. Zwar wurde das Konzept der Serie akzeptiert, man wünschte sich aber einen eher actiongeladenen Einstieg. In der Folge kam es zu weiteren unterschiedlichen Ansichten über die Serie zwischen den Kreativen und dem Sender. Auch die Einschaltquoten entsprachen nicht den Erwartungen des Senders. So kam es, dass 14 Episoden produziert wurden, die Ausstrahlung jedoch nach 11 Folgen eingestellt wurde.
Kurz darauf wurden alle 14 Episoden als DVD-Set veröffentlicht. Da Firefly immer auf eine engagierte, wenn auch kleine, Fangemeinde zählen konnte, verkauften sich die DVDs überdurchschnittlich gut (200.000 Exemplare wurden während der ersten vier Verkaufsmonate ausgeliefert). Dies wiederum hatte zur Folge, dass es Joss Whedon gelang, eine auf Firefly basierende Filmidee an die Universal Studios zu verkaufen. Der Film Serenity – Flucht in neue Welten lief im September 2005 in den USA und Großbritannien und im November 2005 in Deutschland an. In Deutschland wurde er im März 2006 auf DVD veröffentlicht.

## Hintergrundwelt

Planetensystem der Allianz

Flagge der Allianz

Firefly spielt zu Beginn des 26. Jahrhunderts: Nachdem die Menschheit sich weiterhin vermehrt und die Ressourcen der Erde verbraucht hat, brach sie mit Generationenraumschiffen ins All auf und erreichte ein anderes Planetensystem. Dessen Dutzende von Welten und Hunderte von Monden wurden durch Terraforming bewohnbar gemacht und kolonisiert. Dabei sind die zuerst kolonisierten und zentralen Planeten bereits stark technisiert und hoch entwickelt, während die äußeren Welten und Monde sich noch im Aufbauzustand befinden.
Die stark kontrollierende Staatsmacht, die sogenannte Allianz (Allied Planets), hat sechs Jahre vor dem Beginn der Haupthandlung einen siegreichen Vereinigungskrieg gegen die unabhängigen Welten geführt. Im Verlauf dieses Krieges wurden die Kämpfer der unabhängigen Welten (aufgrund ihrer Kleidung auch Browncoats genannt) schließlich in der Schlacht von Serenity Valley auf dem Planeten Hera vernichtend geschlagen (eine offensichtliche Anlehnung an den Amerikanischen Bürgerkrieg). Dennoch sind die äußeren Welten trotz des Sieges der Allianz nur unter bedingter Kontrolle durch die Regierungstruppen, und es herrschen dort oft Verhältnisse wie im Wilden Westen der amerikanischen Pionierzeit. Vielerorts gibt es lokale Machthaber, die mit Hilfe einiger Bewaffneter ganze Gemeinden und Gebiete kontrollieren. Trotz der hoch entwickelten Technologie leben auch nicht alle Menschen im Wohlstand.
Über die Einzelheiten der Allianz und ihres Herrschaftsgebietes wird in der Serie nur relativ wenig ausgesagt; im Kinofilm Serenity wird erwähnt, dass ein Parlament existiert. Insgesamt stellt die Allianz eine Mischung aus einem autoritären System und einer Demokratie dar: Joss Whedon sagte, dass vor allem die Verlierer die Allianz als etwas Unheilvolles sehen, während sie objektiv betrachtet kein totalitäres System darstellt. Allerdings ist die Allianz durchaus ein Regierungssystem, das zu drastischen Mitteln greift, um ihre Ziele zu erreichen. Das Auftreten von Allianzangehörigen entspricht dem in Stil und Eigenschaften.
In der Tat trifft die Bezeichnung Science-Fiction-Western genau den Kernaspekt der Serie. Einziger Ausweg und Möglichkeit für diejenigen, die sich mit der Allianz nicht abfinden wollen, ist das Ausweichen auf die Randwelten. Diese Taktik wählt der Protagonist der Serie, Malcolm Reynolds, der im Unabhängigkeitskrieg auf der Verliererseite gekämpft hatte und den vor allem die Schlacht von Serenity Valley stark geprägt hat.
Die gesellschaftliche Oberschicht auch der zentralen Planeten erinnert ebenfalls an die amerikanische Gründerzeit: Ehrenduelle (siehe auch Satisfaktion) sind erlaubt, das soziale Ansehen ist sehr wichtig. Es gibt außerdem ein sozial sehr angesehenes, staatlich geduldetes Kurtisanenwesen (Companions), das über seine eigene Struktur verfügt.
Die Allianz scheint zweisprachig zu sein: englisch und chinesisch, wobei sich in der Alltagssprache eine Einheitssprache aus den verschiedenen Sprachbereichen der „Erde von einst“ gebildet zu haben scheint. Auch Alarmmeldungen vom Bordcomputer der Serenity werden in Englisch und Chinesisch ausgegeben. Ebenso sind kulturell starke asiatische Einflüsse erkennbar. So tragen viele Figuren Kimonos und auf vielen Handelsposten wird vornehmlich asiatisches Essen angeboten.
Weiterhin existieren einflussreiche Konzerne, am bekanntesten ist der Multikonzern Blue Sun Corporation, der offenbar Einfluss auf große Teile der Allianzregierung ausübt.

### Serenity
Die Serenity ist ein kleines, eigentlich veraltetes Transportschiff der Firefly-Klasse. Den Schiffsklasse-Namen (Firefly) hat sie vom Heckantrieb, der ihr das Aussehen eines Glühwürmchens verleiht. Den Namen Serenity verdankt das Schiff der Schlacht von Serenity Valley auf Hera, in dem Zoë und Malcolm für die Browncoats gekämpft hatten. Die Serenity kann von einem einzelnen Piloten vom Cockpit aus gesteuert werden, es existiert aber auch ein Sitz für einen Copiloten. An Bord befinden sich ein großer Laderaum mit einer Laderampe, eine Krankenstation, separate Crewquartiere und eine Schiffsmesse mit Kombüse, die auch als Aufenthaltsraum dient. Die Serenity verfügt über keine Bewaffnung. Das Schiff hat zwei Shuttles, die als zusätzlicher Wohnraum genutzt werden können.
Auch die Ausstattung der Serenity unterstreicht die Einstufung der Serie als Science-Fiction-Western. So gibt es beispielsweise in der Messe einen großen Holztisch, an dem die Crew zum Essen zusammenkommt. Die einzelnen Kabinen der Crewmitglieder sind trotz der Enge sehr persönlich ausgestattet und im Maschinenraum hat Schiffsmaschinistin Kaylee eine Hängematte angebracht.

### Die Reaver
Reaver sehen menschlich aus, verstümmeln sich allerdings selbst. Sie sind Kannibalen, die „unaussprechliche Gräueltaten“ an ihren Opfern verüben, bevor sie diese töten. Menschen, die diese Vorfälle beobachten, werden in der Regel wahnsinnig und selbst zu Reavern. Die Allianz leugnet die Existenz der Reaver, die meisten Menschen halten sie für eine Legende. Ihre Herkunft wird im Kinofilm enthüllt: Die Reaver sind Menschen, welche durch eine chemische Substanz namens Pax psychisch manipuliert wurden. Diese Chemikalie wurde auf dem Planeten „Miranda“ eingesetzt, um den Menschen ihre Aggression zu nehmen. Allerdings führte sie bei 99,9 Prozent der Menschen nicht nur zur erwünschten Friedfertigkeit, sondern zu absoluter Untätigkeit und damit zum Tod und bei den restlichen 0,1 Prozent (in der deutschen Synchronisation irrtümlich als zehn Prozent übersetzt), etwa 30.000 Personen, zu extremer Aggressivität, woraus die Reaver resultierten.

## Personen

### Stammbesatzung
- Captain Malcolm „Mal“ Reynolds hat vor sechs Jahren im Vereinigungskrieg auf der Seite der Verlierer gekämpft. Nach deren Kapitulation kaufte er sich die Serenity. Seiner Crew gegenüber besitzt er den unangefochtenen Führungsanspruch – aber auch die unbedingte Loyalität – eines militärischen Anführers. Um die Besatzung der Serenity finanziell über Wasser zu halten, bedient er sich kleiner Transportjobs. Auch Schmuggel und Diebstahl führt er durch, wobei er aber seiner eigenen Moral folgt. Er ist gut im Umgang mit verschiedenen Waffen, aber auch im Nahkampf ein starker Gegner. Obwohl Reynolds sich stets zynisch gibt, ist er doch in Wahrheit ein Gentleman. Er ist stolz auf seinen Kampf im Krieg. Jedes Jahr am Vereinigungstag, dem Tag, als die Allianz die Außenplaneten in der Schlacht von Serenity Valley schlug, findet er eine allianzfreundliche Bar, in der er „in Ruhe etwas trinken will“. Leider kommt es dabei jedes Mal unerklärlicherweise zu einer Schlägerei.
- Zoë Washburne (geb. Alleyne) hat unter Malcolm Reynolds im Krieg gekämpft und sich ihm danach angeschlossen. Sie ist die rechte Hand des Captains und die beste Soldatin, an deren Seite er je gekämpft hat. Als Karriere-Soldatin ist sie im Umgang mit Waffen vertraut und scheut physische Auseinandersetzungen nicht. An Bord hat sie ihren Ehemann kennengelernt.
- Hoban „Wash“ Washburne ist der Pilot der Serenity. Nachdem er angeheuert hat, haben er und Zoë geheiratet. Wash ist ein Witzbold und, obwohl kräftig, seiner Frau körperlich unterlegen. Zudem fehlt ihm in Konfliktsituationen die Entschlossenheit seiner Frau. Seine Fähigkeiten als Pilot sind jedoch bemerkenswert.
- Jayne Cobb ist ein Söldner. Sein Weltbild ist recht simpel strukturiert und beruht auf dem Recht des Stärkeren. Einzig im Austausch gegen finanzielle Sicherheit ist er bereit, sich anderen zu unterwerfen. Dabei ist er schlau genug, zu erkennen, dass er auf sich allein gestellt nicht weit kommen würde und ordnet sich daher zumeist einem Kommando unter. Jayne ist körperlich durchtrainiert und verfügt über eine umfangreiche Waffensammlung. Seiner Lieblingswaffe, die man mehrmals in Aktion sehen kann, hat er den Namen „Vera“ gegeben. Er folgt im Prinzip einem einfachen Ehrenkodex, den er jedoch in Gefahrensituationen oder für entsprechende Entlohnung beiseitezuschieben bereit ist. Auch wenn er oft Streit mit dem Captain hat, steht er doch bei Kämpfen an dessen Seite. Seine Loyalität generell jedoch darf angezweifelt werden und wird oft auf eine harte Probe gestellt.
- Kaywinnit Lee „Kaylee“ Frye ist die Schiffsmechanikerin. Sie hat eine emotionale Bindung zu „ihrem“ Schiff und sprüht vor Lebensfreude. Obwohl sie keine formale Ausbildung hat, besitzt sie ein außergewöhnliches Talent, mit Maschinen umzugehen und schafft es fast immer mit Leichtigkeit, die Serenity am Laufen zu halten. Sie verkörpert ein typisches „Landei“, liebt frisches Obst und besonders Erdbeeren. Es wird eine beginnende Romanze mit dem Schiffsarzt Simon Tam angedeutet.

### Die ständigen Schiffsgäste
- Inara Serra ist eine eingetragene Companion – eine sozial hochgestellte Kurtisane mit einer entsprechend fundierten Ausbildung. Sie hat dauerhaft das Steuerbord-Shuttle der Serenity gemietet. Sie hat die freie Auswahl über ihre Klienten, die sich bei ihr bewerben müssen. Inara fühlt sich zu Malcolm hingezogen, doch aufgrund seines Unverständnisses gegenüber ihrem Beruf kommt es immer wieder zu Reibereien zwischen den beiden – was auch damit zusammenhängt, dass Malcolm sich ebenfalls zu ihr hingezogen fühlt.
- River Tam ist ein hochbegabtes Mädchen. So begabt, dass sie von einer geheimnisvollen und weitestgehend unbekannten Akademie der Allianz ein Stipendium angeboten bekam, das sie annahm. Dort war sie jedoch anscheinend Objekt ausgedehnter mentaler Tests und chirurgischer Eingriffe am Gehirn. Zu Beginn der Handlung ist sie stark verstört und kaum in der Lage, am normalen Leben teilzunehmen. Sie verfügt über außergewöhnliche mentale und körperliche Fähigkeiten, wie sich im Verlauf der Handlung und im Kinofilm zeigt. Sie verfügt über erstaunliche und alles überragende Nahkampffähigkeiten und gewinnt Kämpfe auch gegen Gegner in scheinbar erdrückender Überzahl.
- Dr. Simon Tam ist Rivers älterer Bruder und ein hochbegabter Arzt. River gelang es, ihm aus der Akademie verschlüsselte Nachrichten zukommen zu lassen. Nach zwei Jahren konnte er River durch eine von ihm finanzierte Rettungsaktion befreien. Dabei brauchte er einen beträchtlichen Teil seines Vermögens auf, außerdem steht er seit Rivers Befreiung auf der offiziellen Fahndungsliste der Allianz. Simon ist wohlerzogen und im Umfeld der Serenity eher steif, was oft für Frotzeleien durch den Rest der Besatzung sorgt. Er arbeitet jetzt als Bordarzt gegen Kost und Logis für sich und seine Schwester. Da er Chefarzt der Unfallchirurgie war, ist seine Hilfe oft sehr willkommen.
- Shepherd Derrial Book ist ein christlicher Geistlicher. Nach längerer Zeit in einem Ordenshaus hat er beschlossen, auf eine Missionsreise zu gehen. Shepherd (wörtlich übersetzt: Schäfer) ist (mit Bezug auf z. B. Psalm 23) ein englischer Ausdruck für einen Pastor oder allgemein einen christlichen Geistlichen. Auf der Reise verhält er sich jedoch missionarisch sehr zurückhaltend. Begebenheiten lassen darauf schließen, dass wesentlich mehr in ihm steckt als ein einfacher Geistlicher, denn er verfügt über militärisches Wissen, ist im Umgang mit Waffen geschult und hat Informationen über Interna der Allianz. In der Episode In letzter Sekunde wird eine besondere Wichtigkeit seiner Person für die Allianz angedeutet, als er mithilfe seiner ID-Karte in den Genuss der medizinischen Versorgung eines Allianzraumschiffes kommt.

### Wiederkehrende Nebenfiguren
Einige Figuren tauchen in mehreren Folgen auf, sie sind daher für die Handlung wichtiger als andere Nebenpersonen:
- Badger, gespielt von Mark Sheppard, ist ein Schmuggler und Gauner auf dem Mond Persephone. Malcolm handelt hin und wieder mehr oder weniger freiwillig mit ihm. Badger taucht in der Titelfolge Serenity und in Das Duell auf. Er spricht in der englischsprachigen Originalfassung einen ausgeprägten Londoner East-End-Dialekt.
- Adelei Niska, gespielt von Michael Fairman, ist der Besitzer einer Raumstation und ein Unterwelt-Boss, der bevorzugt mit Folter vorgeht. Er taucht in Schmutzige Geschäfte und In den Fängen des Shanyou auf, wo er Malcolm stundenlang foltert, bis dieser von seiner Crew gerettet wird.
- „Saffron“, gespielt von Christina Hendricks, ist eine ehemalige Companion und taucht in zwei Episoden unter den Namen „Bridget“ und „Yolanda“ auf. Sie verführt ihre Opfer, um ihre Ziele (Raub und Diebstahl) zu erreichen. Sie erscheint in den Folgen Mrs Reynolds und Antiquitätenraub.

## Handlung
Die Serie folgt keinem übergeordneten, großen Handlungsstrang. Während der produzierten Episoden passieren eher kleine Geschichten, die einerseits das soziale Gefüge innerhalb der Besatzung der Serenity entwickeln und andererseits das Firefly-Universum vorstellen.
Trotzdem gibt es ein Leitmotiv, das im Verlauf der Handlung stärker hervortritt, und das im Film schließlich aufgelöst wird: Simon versucht, den Geisteszustand von River zu stabilisieren. Während ihm dies in Ansätzen gelingt, wird klar, dass von der Allianz entsandte Suchtrupps versuchen, River wieder „einzufangen“. Zwischen Simon und Kaylee sowie zwischen Inara und Mal bahnen sich zudem mehr oder weniger komplizierte Romanzen an. „Shepherd“ Book fällt in mehreren Fällen durch militärisches Wissen und durch die Kenntnis von Ressourcen auf, die einem in Abgeschiedenheit lebenden Geistlichen nicht zur Verfügung stehen sollten und die auf eine komplexe (und dunkle) Vergangenheit der Figur hindeuten.
Da die Serie nach einer Staffel abgesetzt wurde, werden wesentliche Fragen zu dem Hintergrund der Figuren nicht geklärt.
Der Film Serenity – Flucht in neue Welten, der zeitlich nach den Ereignissen der Serie spielt, klärt einige Details zu Rivers und Simons Hintergrund. Allerdings bleibt insbesondere die Geschichte Books im Dunkeln. Auch die sich anbahnenden Romanzen innerhalb der Crew werden nur unvollständig geklärt.

## Episodenliste
Der Pilot Serenity wurde bei der Fernsehpremiere am 20. September 2002 auf FOX durch The Train Job ersetzt, da der Sender den eigentlichen Piloten für unpassend hielt. Der Pilot wurde dann als letzte Folge vor der Einstellung gezeigt. Die Folgen 11 (Antiquitätenraub), 12 (Die Botschaft) und 13 (Leichte Mädchen) wurden erst ein Jahr später ausgestrahlt. Die 14 Episoden in der ursprünglich geplanten Reihenfolge:

### Staffel 1
| Nr. | Deutscher Titel           | Originaltitel     | Erstausstrahlung USA | Deutschsprachige Erstausstrahlung (D) | Regie              | Drehbuch                 |
| --- | ------------------------- | ----------------- | -------------------- | ------------------------------------- | ------------------ | ------------------------ |
| 1 | Serenity                  | Serenity          | 20. Dez. 2002        | 12. Sep. 2009                         | Joss Whedon        | Joss Whedon              |
| Nach der erfolgreichen Plünderung eines im All gestrandeten und verlassenen Allianzfrachters landet die Serenity, von der Allianz auf die Fahndungsliste gesetzt, auf dem Mond Persephone und nimmt dort Passagiere auf. Nach Problemen mit einem Agenten der Allianz entschließen sich die Passagiere „Shepherd“ Book und die Geschwister Tam, bis auf weiteres an Bord zu bleiben. Nebenbei verkauft die Crew ihre „heiße Ware“ an die skrupellose Lokalbaronin Patience und entkommt knapp einem Reaver-Schiff. |                           |                   |                      |                                       |                    |                          |
| 2 | Schmutzige Geschäfte      | The Train Job     | 20. Sep. 2002        | 19. Sep. 2009                         | Joss Whedon        | Joss Whedon & Tim Minear |
| Der Verbrecherboss Adelei Niska beauftragt die Crew, Fracht aus einem Zug, der auf einem abgelegenen Mond verkehrt, zu stehlen. Nachdem sie erfahren, dass es sich bei ihrer Beute um Medikamente handelt, die die Einheimischen dringend brauchen, lassen sie den Deal platzen. |                           |                   |                      |                                       |                    |                          |
| 3 | Fernab der Zivilisation   | Bushwhacked       | 27. Sep. 2002        | 26. Sep. 2009                         | Tim Minear         | Tim Minear               |
| Die Crew der Serenity findet ein treibendes Wrack, das von den Reavern angegriffen wurde, und beginnt, es zu plündern. Sie entdecken einen Überlebenden. Kurze Zeit später werden sie von einem Allianzkreuzer aufgebracht. Der Überlebende läuft Amok und versucht, den Captain des Allianzschiffs zu töten; dieser wird von Malcolm gerettet. Da sich die Geschwister Tam erfolgreich verstecken konnten, kommt die Serenity ungeschoren davon. |                           |                   |                      |                                       |                    |                          |
| 4 | Das Duell                 | Shindig           | 1. Nov. 2002         | 3. Okt. 2009                          | Vern Gillum        | Jane Espenson            |
| Reynolds versucht, einen Transportauftrag an Land zu ziehen. Dabei wird er handgreiflich und fordert einen Kunden Inaras unwissentlich zu einem Duell heraus. Malcolm überlebt nur knapp. Sein potentieller Auftraggeber ist beeindruckt vom Ausgang des Duells, und Mal erhält den Auftrag. |                           |                   |                      |                                       |                    |                          |
| 5 | In letzter Sekunde        | Safe              | 8. Nov. 2002         | 10. Okt. 2009                         | Michael Grossman   | Drew Z. Greenberg        |
| Das Schiff erreicht sein Ziel, um die Ware aus Folge 4 (eine Schiffsladung Rinder) zu verkaufen. Dabei werden die Geschwister Tam entführt; Simon soll in einem Bauerndorf als Arzt arbeiten. In letzter Sekunde können sie vor einem Mob gerettet werden, der River für eine Hexe hält und sie lynchen will. |                           |                   |                      |                                       |                    |                          |
| 6 | Mrs. Reynolds             | Our Mrs. Reynolds | 4. Okt. 2002         | 17. Okt. 2009                         | Vondie Curtis Hall | Joss Whedon              |
| Die Crew der Serenity hilft Siedlern gegen eine Diebesbande. Als Dank wird ein Fest gegeben, bei dem Malcolm unwissentlich mit einer Einheimischen verheiratet wird. Später stellt sich heraus, dass diese eine Betrügerin ist. Sie sabotiert das Schiff und versucht, die Crew mit Hilfe ihrer Komplizen zu töten. Dies kann in letzter Sekunde verhindert werden. |                           |                   |                      |                                       |                    |                          |
| 7 | Jaynestown                | Jaynestown        | 18. Okt. 2002        | 24. Okt. 2009                         | Marita Grabiak     | Ben Edlund               |
| Für einen Auftrag landet die Besatzung auf einem armen Planeten. Aufgrund eines Missverständnisses bei einem früheren Aufenthalt wird Jayne von der Bevölkerung als Held gefeiert. Die Crew versucht, diesen Irrtum auszunutzen. |                           |                   |                      |                                       |                    |                          |
| 8 | Kampf ums Überleben       | Out of Gas        | 25. Okt. 2002        | 31. Okt. 2009                         | David Solomon      | Tim Minear               |
| An Bord kommt es zu einer Explosion, und die Energieversorgung und damit die Lebenserhaltung fällt aus. Dabei werden drei Geschichten parallel erzählt: Der Kauf der Serenity und die ersten Begegnungen der Crew, die schweren Folgen der Fehlfunktion sowie deren Vorgeschichte. Am Ende gelingt es dem Captain, der als einziger an Bord zurückgeblieben ist, die Lebenserhaltung zu reparieren. |                           |                   |                      |                                       |                    |                          |
| 9 | Falsches Spiel            | Ariel             | 15. Nov. 2002        | 7. Nov. 2009                          | Allan Kroeker      | Jose Molina              |
| Bei einem ihrer Anfälle verletzt River Jayne, weshalb Simon den Entschluss fasst, das Gehirn seiner Schwester in einem modernen Krankenhaus zu untersuchen. Dazu benötigt er die Unterstützung der Crew: Er plant deshalb in A-Team-Manier einen größeren Raubüberfall auf ein Allianz-Krankenhaus, bei dem wertvolle Medikamente die Entlohnung für die Crew sein sollen, während er seine Schwester mit einem Scanner untersucht. Da Jayne sie an die Polizei verrät, scheitert die Operation beinahe. Am Ende kann die Crew dennoch mit der Ware und den Untersuchungsergebnissen fliehen, und Mal behält den Reue zeigenden Jayne weiterhin an Bord. |                           |                   |                      |                                       |                    |                          |
| 10 | In den Fängen des Shanyou | War Stories       | 6. Dez. 2002         | 14. Nov. 2009                         | James Contner      | Cheryl Cain              |
| Beim Verkauf der Medikamente aus Folge 9 werden der Captain und sein Pilot von Männern des sadistischen Verbrecherbosses Niska aufgegriffen, den sie in Episode 2 verärgert hatten. „Wash“ wird mit Geld freigekauft, Mal wird von Niska gefoltert, aber am Ende von der Besatzung befreit. |                           |                   |                      |                                       |                    |                          |
| 11 | Antiquitätenraub          | Trash             | 21. Juli 2003        | 21. Nov. 2009                         | Vern Gillum        | Ben Edlund & Jose Molina |
| Bei einer Transaktion trifft Reynolds seine alte Bekannte Saffron (aus Episode 6). Diese überredet die Crew zu einem riskanten Diebstahl einer wertvollen Antiquität. Nach einigen Schwierigkeiten gelingt der Raub. |                           |                   |                      |                                       |                    |                          |
| 12 | Die Botschaft             | The Message       | 28. Juli 2003        | 28. Nov. 2009                         | Tim Minear         | Joss Whedon & Tim Minear |
| Zoë und Malcolm bekommen die Leiche eines alten Militärkameraden in einer Kiste zugeschickt. Allerdings interessiert sich ein skrupelloser Gesetzeshüter für die Leiche und verfolgt das Schiff. Später stellt sich heraus, dass der junge Mann doch nicht tot war, sondern nur versuchte, seinen Verfolgern zu entkommen. Am Ende wird er erschossen. |                           |                   |                      |                                       |                    |                          |
| 13 | Leichte Mädchen           | Heart of Gold     | 23. Juni 2003        | 5. Dez. 2009                          | Thomas J. Wright   | Brett Matthews           |
| Eine alte Companion-Bekannte von Inara bittet sie und die Crew um Hilfe. Eines der Mädchen in ihrem Bordell erwartet ein Kind von einem Freier. Dieser will ihr das Kind um jeden Preis wegnehmen. Der Raub wird verhindert. |                           |                   |                      |                                       |                    |                          |
| 14 | Der Kopfgeldjäger         | Objects in Space  | 13. Dez. 2002        | 12. Dez. 2009                         | Joss Whedon        | Joss Whedon              |
| Ein sehr von sich überzeugter Kopfgeldjäger schleicht sich an Bord der Serenity, um River Tam gefangen zu nehmen. Durch einen Trick von River wird er abgelenkt und letztlich ausgeschaltet. |                           |                   |                      |                                       |                    |                          |

### Film
| Nr. | Deutscher Titel                  | Originaltitel | Erstausstrahlung USA                              | Deutschsprachige Erstausstrahlung (D) | Regie       | Drehbuch    |
| --- | -------------------------------- | ------------- | ------------------------------------------------- | ------------------------------------- | ----------- | ----------- |
| 1   | Serenity – Flucht in neue Welten | Serenity      | 22. Aug. 2005 (EIFF) 30. Sep. 2005 (US-Kinostart) | 24. Nov. 2005 (Deutscher Kinostart)   | Joss Whedon | Joss Whedon |

## Stilmittel
- Bei Außenaufnahmen von Raumschiffen wird, obwohl es sich um Computeranimationen handelt, mit unfokussierten und leicht „verwackelten“ Bildern gearbeitet – vergleichbar einer Kamera, die versucht, ein bewegtes Objekt einzufangen. Diese „Außenaufnahmen“ im All besitzen keinen Ton, wurden aber immer mit Musik unterlegt, wodurch dieses Phänomen nicht deutlich hervortritt. In anderen Science-Fiction-Serien sind in solchen Szenen oft schifftypische Hintergrundgeräusche wie Triebwerke und Generatoren zu hören. Realistischerweise ist der Weltraum lautlos, da kein Trägermedium für Schall (wie Luft) vorhanden ist. Der Eintritt der Serenity in die Atmosphäre eines Planeten zu Beginn des Films ist richtigerweise mit Geräuschen verbunden. Im Film Serenity – Flucht in neue Welten wurde diese Darstellung des Weltalls teilweise nicht mehr verwendet.
- Gemäß dem Thema der Serie wird die Musik weitestgehend von Musik im Western-Stil dominiert. Eher selten wird asiatisch anmutende Klangmalerei eingeflochten. Die musikalische Untermalung ist meist leise gehalten. In sentimentalen Situationen werden Xylophonklänge genutzt.
- Die Zweisprachigkeit des Firefly-Universums wird oft dadurch verdeutlicht, dass die Figuren in Szenen mit offensichtlichen Kraftausdrücken ins Chinesische wechseln. Ebenso sind manche Steuerelemente, Knöpfe und Display-Symbole mit chinesischen Symbolen beschriftet. Oft werden auch akustische Meldungen wie von Computern oder Maschinen zweisprachig ausgegeben, beispielsweise Alarmmeldungen.
- Die Serie lebt auch vom Wortwitz und den Wortgefechten der Figuren. Die Wortwahl ist bisweilen sehr derb und klar ohne größere Rücksicht auf Politische Korrektheit.

## Kritik
„Mit Herz, Humor und Hemdsärmeligkeit trat ‚Firefly‘ einem müde gewordenen Genre in den Hintern. Während sich zur selben Zeit die neue ‚Star Wars‘-Trilogie öde durchs All wälzte und die ‚Star Trek‘-Franchise als Debattierclub dahindämmerte, warf Whedon den Ballast pseudo-mythischer bis staatstragender Science-Fiction kurzerhand über Bord. Ähnlich wie die New-Hollywood-Western der siebziger Jahre ihre Tradition neu- und umdeuteten, brachte ‚Firefly‘ Schmutz, Schmerz, Leidenschaft und Liebe in die Science-Fiction.“

## Trivia
- Im Pilotfilm Serenity sieht man auf dem Monitor des Flakgeschützes, mit dem Reynolds schießt, das Logo des aus der Alien-Reihe bekannten Weyland-Yutani-Konzerns.
- Im Pilotfilm Serenity: Während Inara mit ihrem Shuttle die Serenity erreicht, sieht man im Hintergrund links oben ein Lambda-Class-Shuttle aus Star Wars starten.
- Im Pilotfilm Serenity: Nachdem die Serenity mit einem bestimmten Manöver den Reavern entkommt, sieht man, dass der Pilot Wash nur so tut, als hielte er ein Steuer in der Hand.
- Im Pilotfilm Serenity, in Folge 2 Schmutzige Geschäfte und in Folge 9 Falsches Spiel hat Jayne Cobb eine Jacke der Polizei Rheinland-Pfalz mit einem Aufnäher auf dem linken Ärmel und Rangabzeichen auf den Schultern.
- Zu Beginn von Folge 2 Schmutzige Geschäfte während der Szene in der Bar trägt Jayne Cobb eine Hose der Nationalen Volksarmee mit dem Strichtarnmuster.
- In Folge 2 Schmutzige Geschäfte ist an den Skyplex ein Raumschiff angedockt, das wie ein amerikanisches Space Shuttle aussieht.
- In Folge 2 Schmutzige Geschäfte ist das Kennzeichen des Zielwaggons „A:1138“. Dies kann als Anspielung sowohl auf die in Filmen von George Lucas häufig verwendete Zahl 1138 (vgl. etwa THX 1138), als auch auf die in Pixar-Filmen häufig zu sehende Kennzeichnung „A-113“ gesehen werden.
- In Folge 9 Falsches Spiel ist auf der Konsole kurz das LCARS-Menüsystem aus Raumschiff Enterprise: Das nächste Jahrhundert zu sehen.
- In Folge 9 Falsches Spiel wird ein russischer Mi-24 „Hind“ als „Krankentransporter“ benutzt. In Russland wird dieser Typ wirklich als Rettungshubschrauber verwendet. Als dessen Wrack auf dem Schrottplatz liegt, wirft Wash jenes Teil dagegen, welches in Folge 8 am Antrieb der Serenity ausgetauscht werden musste. Außerdem sind auf dem Schrottplatz wie auch im Rest der Serie viele Teile von Flugzeugen aus unserer Gegenwart zu sehen.
- In Folge 9 Falsches Spiel werden handelsübliche Dachboxen aus dem Automobilzubehör als Särge verwendet, um Simon und River ins Hospital zu schleusen.
- In Folge 11 Antiquitätenraub fliegt im Hintergrund eine Lockheed SR-71 „Blackbird“ vorbei.
- In Folge 11 Antiquitätenraub sieht man für kurze Zeit Windows 2000 auf dem Bildschirm eines Müllcontainers.
- Der Name des Dienstes Google Wave bezieht sich auf die Serie.[2] Im englischsprachigen Original wird eine elektronische Kommunikation, die häufig eine Videoübertragung enthält, als Wave bezeichnet. Während der Präsentation von Google Wave waren einige Bezüge zur Serie erkennbar, darunter der Entwickler Lars Rasmussen, der auf eine Nachricht mit dem Wort „shiny“ antwortet, was in der Serie zum Ausdrücken von Begeisterung oder Verwunderung genutzt wird. Ein weiterer Hinweis ist die Absturzmeldung „Curse your sudden but inevitable betrayal!“. Der Satz stammt von der Figur Wash aus Serenity, als er mit Dinosauriern spielt.[3]
- In Folge 12 Die Botschaft sieht man im Hintergrund von Kaylees Zimmer, als sie erneut die Botschaft des ehemaligen Freundes von Zoë und Mal abhört, ein Modell des in Karbonit eingefrorenen Han Solo aus Star Wars.
- In Folge 14 Der Kopfgeldjäger wird in einer Nahaufnahme zwischen der 25. und 26. Minute ein Gefechtshelm der Marines aus der Serie Space 2063 gezeigt.
- Die „Browncoats“ benutzen im Unabhängigkeitskrieg das Sturmgewehr HK G36 und tragen Helme, die denen der US-Streitkräfte aus dem Zweiten Weltkrieg ähneln, während die Allianzsoldaten Helme ähnlich denen der Wehrmacht tragen. Die Allianz-Soldaten tragen Körperpanzerungen, die im Film Starship Troopers zum Einsatz kamen. Lediglich einige farbige Flächen wurden ergänzt.
- Die einzigen namentlich bekannten Kreuzer der Allianz tragen die Namen „Dortmunder“ und „Magellan“.
- In der Serie „Castle“, in der Nathan Fillion eine Hauptrolle innehat, gibt es mehrere Anspielungen auf Firefly. So trägt Nathan Fillion in einer Folge zu Halloween seine Uniform aus Firefly, woraufhin er gefragt wird, ob er das Kostüm nicht schon vor 5 Jahren getragen hätte. In einer anderen Folge spricht Nathan Fillion chinesisch. Auf die Frage, woher er das könne, meint er: „Aus einer Serie, die ich sehr mag.“ In Firefly gehört Chinesisch zu den Standardsprachen. In einer Episode (5-06), in der auf einer Convention ein Mord in einer nachgespielten Science-Fiction-Serie geklärt wird, deren Fan seine Serienpartnerin ist, betont Castle, er sei stattdessen ein Fan guter Science-Fiction wie „der Joss-Whedon-Serie“.[4]
- In der Serie The Big Bang Theory wird mehrfach auf die Serie und deren kurze Ausstrahlungsdauer angespielt. In der 2. Staffel, Episode 17, hat Summer Glau einen Gastauftritt als sie selbst. In der Folge wird neben ihrer Rolle in Terminator: The Sarah Connor Chronicles beim Gespräch mit Rajesh Koothrappali über Sternbilder auch ihre Rolle in Firefly thematisiert, indem er erwähnt, dass sie sich ja damit auskennen müsse, da sie in Firefly schließlich schon im Weltraum gewesen sei. In Staffel 3, Folge 15, wird Rupert Murdoch mit Darth Vader verglichen, weil er Firefly beendet hat. In der gleichen Staffel, Folge 22, vereinbart Sheldon Cooper in einer Rückblick-Folge mit seinem Mitbewohner, dass jeden Freitag Firefly angesehen wird, und fordert, dies unbedingt frühzeitig festzulegen, da die Serie noch jahrelang ausgestrahlt werden würde. In einer anderen Folge erklärt er, dass Rupert Murdoch auf der Liste seiner Todfeinde steht, ebenfalls wegen der Absetzung. In Staffel 5, Episode 21, wird erklärt, dass Sheldon nur dreimal in seinem Leben gebettelt hat. Eines dieser Male war beim Sender FOX, damit Firefly nicht abgesetzt wird. Auch in Staffel 6, Episode 21, wird die frühe Absetzung wieder erwähnt. Nathan Fillion hat einen Gastauftritt in Folge 15 der achten Staffel.
- Im Pilotfilm der Serie Battlestar Galactica sieht man in einer kurzen Szene durch die Fenster verschiedene Raumschiffe über den Planeten Caprica hinwegfliegen, als die Figur der Präsidentin Laura Roslin eine Arztpraxis besucht. Unter anderem gehört zu diesen Raumschiffen auch die Serenity.
- Es gibt mehrere stichhaltige Hinweise (u. a. auch von Joss Whedon selbst geäußert), aber keine offizielle Bestätigung, dass Firefly auf dem SF-Rollenspiel Traveller beruht.[5]
- Auf der Grundlage von Firefly und dem zugehörigen Film Serenity – Flucht in neue Welten wurden mehrere Pen-&-Paper-Rollenspiele und ein Brettspiel veröffentlicht.[6][7][8]
- Sowohl im Buch als auch im Film Ready Player One ist eine Firefly das Kommandoschiff von Wade Watts/Parzival.

## Synchronisation
Die Serie wurde bei der Interopa Film in Berlin nach Dialogbüchern von Jörg Hartung vertont.
| Figur                       | Darsteller      | Deutscher Sprecher |
| --------------------------- | --------------- | ------------------ |
| Malcolm „Mal“ Reynolds      | Nathan Fillion  | David Nathan       |
| Zoë Washburne               | Gina Torres     | Tanja Geke         |
| Hoban „Wash“ Washburne      | Alan Tudyk      | Robin Kahnmeyer    |
| Jayne Cobb                  | Adam Baldwin    | Tobias Kluckert    |
| Kaywinnit Lee „Kaylee“ Frye | Jewel Staite    | Ursula Hugo        |
| Inara Serra                 | Morena Baccarin | Melanie Hinze      |
| Dr. Simon Tam               | Sean Maher      | Kim Hasper         |
| River Tam                   | Summer Glau     | Julia Ziffer       |
| Shepherd Derrial Book       | Ron Glass       | Jürgen Kluckert    |

## Comics
Unter den Titeln Serenity: Those Left Behind (2005) (Deutsch: Serenity: Zwischen den Welten) und Serenity: Better Days (2008) (Deutsch: Serenity – Zwischen den Welten: Bd. 2: Blätter im Wind) erschienen zwei jeweils dreiteilige Comicserien, die erzählen, was zwischen der Fernsehserie und dem Kinofilm Serenity – Flucht in neue Welten geschehen ist. Es folgten mehrere Comics, die sich mit dem weiteren Schicksal der Serenity-Crew sowie ihrer Vergangenheit auseinandersetzen.
Im Februar 2016 erschien Serenity – Zwischen den Welten: Bd. 3: Shepards Geschichte.